# 日連大橋

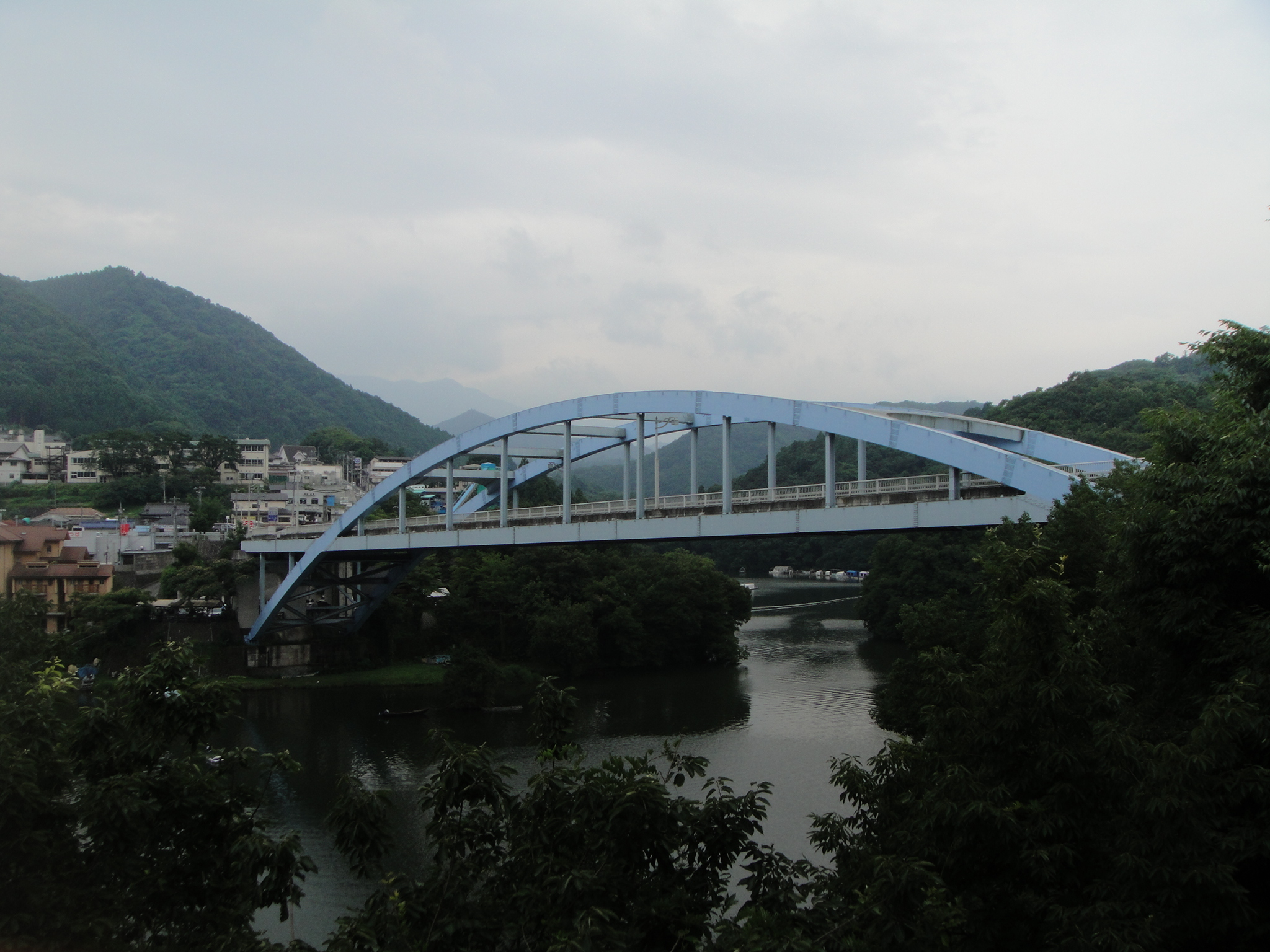
ホテルサンヒルズ相模湖跡地から見た日連大橋

日連大橋（ひづれおおはし）は神奈川県相模原市緑区小渕の神奈川県道76号山北藤野線の起点付近に架かる道路橋。
相模湖上を小渕と日連とを行き来する目的で架けられたもので、かながわの橋100選に選ばれた。
現在の日連大橋はアーチ橋であるが、これは架け替えられたものであり、かながわの橋100選に選ばれた際は、中路式と上路式とを組み合わせた造りのワーレントラス橋であった。

## 概要

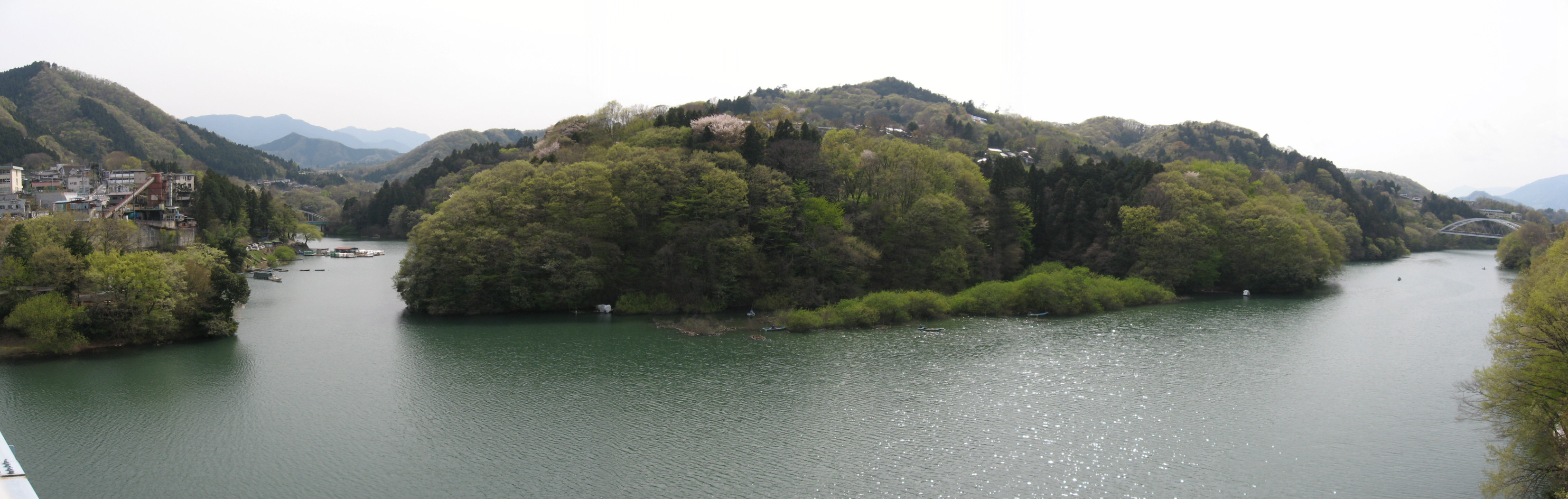
日連大橋より相模湖

- 1992年完成[1]
- 橋の長さ - 220m

## 位置
- 北緯35度36分47秒 東経139度9分22秒 / 北緯35.61306度 東経139.15611度
- 八王子［南西］ - 地理院地図
- 日連大橋 - Google マップ